# Магаза
Магаза (итал. Magasa) — коммуна в Италии, в провинции Брешиа области Ломбардия.
Население составляет 165 человек (2008), плотность населения составляет 9 чел./км². Занимает площадь 19 км². Почтовый индекс — 25080. Телефонный код — 0365.
Покровителем коммуны почитается святой Антоний Великий, празднование 17 января.

## Демография
Динамика населения:

## Администрация коммуны
- Официальный сайт: http://www.comune.magasa.bs.it/bin/index.php Архивная копия от 13 июля 2012 на Wayback Machine